# Stephan Frei
Stephan Frei (* 1966) ist ein deutscher Professor und Dekan der  Fakultät für Elektrotechnik und Informationstechnik der Technischen Universität Dortmund.

## Leben
Frei begann sein Studium der Elektrotechnik mit dem Schwerpunkt Theoretische Elektrotechnik an der Universität Saarbrücken, wechselte dann an die Technische Universität Berlin (TU Berlin), wo er 1995 mit dem Diplom sein Studium abschloss. Im Jahr 1999 wurde er dort auch promoviert.
Im Anschluss an die Promotion arbeitete Frei zwischen 1995 und 1999 als wissenschaftlicher Mitarbeiter am Institut für elektrische Energietechnik der TU Berlin, wo er für Elektromagnetische Verträglichkeit und elektrostatischen Entladungen Simulationsverfahren entwickelte. Im Anschluss an die Tätigkeit wissenschaftlicher Mitarbeiter wechselte er in die Automobilindustrie, wo er als Projektleiter im Bereich der EMV- und Antennenentwicklung tätig war. 
Im Jahr 2006 folgte Frei einem Ruf an die Technische Universität Dortmund, wo er das Arbeitsgebiet „Bordsysteme“ leitet und sich der Simulation von elektrischen Fahrzeugkomponenten widmet. Im Jahr 2014 wurde Frei zum Dekan der Fakultät für Elektrotechnik gewählt.
Zwischen 2008 und 2009 war er Distinguished Lecturer für die IEEE EMC Society. Darüber hinaus hat er als Autor bzw. Co-Autor über 150 wissenschaftlichen Veröffentlichungen verfasst. Frei arbeitet in diversen nationalen und internationalen Normungsgruppen mit.